# 화랑무공훈장
화랑무공훈장은 대한민국 4번째 무공훈장이다. 이 무공훈장은 전투에 참가하여 용감하게 헌신분투하여 보통 이상의 능력을 발휘하거나, 다대한 전과를 올려 그 공적이 뚜렷한 유공자에게 수여를 하는 무공훈장이다.

## 무공훈장의 등급
- 1등급  태극무공훈장(太極武功勳章, Taegeuk Order of Military Merit)
  - 1963년까지 금성 태극무공훈장, 은성 태극무공훈장, 무성 태극무공훈장으로 세분화 되어있었다.
- 2등급  을지무공훈장(乙支武功勳章, Eulji Order of Military Merit)
  - 1963년까지 금성 을지무공훈장, 은성 을지무공훈장, 무성 을지무공훈장으로 세분화 되어있었다.
- 3등급  충무무공훈장(忠武武功勳章, Chungmu Order of Military Merit)
  - 1963년까지 금성 충무무공훈장, 은성 충무무공훈장, 무성 충무무공훈장으로 세분화 되어있었다.
- 4등급  화랑무공훈장(花郎武功勳章, Hwarang Order of Military Merit)
  - 1963년까지 금성 화랑무공훈장, 은성 화랑무공훈장, 무성 화랑무공훈장으로 세분화 되어있었다.
- 5등급 인헌무공훈장(仁憲武功勳章, Inheon Order of Military Merit)
  - 1963년에 추가되었다.

## 수훈자
한국전쟁에 참전한 대한민국 국군과 유엔군, 그리고 베트남 전쟁에 참전한 주월사령부 소속 군인들이 화랑무공훈장을 수여받았다.
- 정명석 목사[2]
- 김노성 중사[3]
- 김병태 이병[4]
- 이문용 병장[5]
- 전윤권 일병[6]
- 현청수 이등상사[7]
- 공호영 하사[8]
- 강영배 하사[8]
- 손문현 병장
- 한국전쟁 참전 군인 중 뚜렷한 공을 세운 사람
- 그 외에 베트남 참전 용사들